# VdB 141
vdB 141 (nota anche come Sh2-136) è una nebulosa a riflessione congiunta a una nebulosa a emissione visibile nella costellazione di Cefeo.
Si individua nella parte occidentale della costellazione, circa un grado a est della celebre nebulosa NGC 7023; il periodo più indicato per la sua osservazione nel cielo serale ricade fra i mesi di luglio e dicembre ed è notevolmente facilitata per osservatori posti nelle regioni dell'emisfero boreale terrestre, dove si presenta circumpolare fino alle regioni temperate calde.
Si tratta di un globulo di Bok isolato, situato nel grande sistema nebuloso oscuro che maschera la luce della Via Lattea in direzione della costellazione di Cefeo; la sua distanza è pari a circa 450 parsec (circa 1470 anni luce). Il globulo centrale è noto con la sigla CB 230; esso ospita la sorgente di radiazione infrarossa IRAS 21169+6804, associata a un oggetto stellare giovane posto al centro di un getto bipolare. Assieme a una vicina sorgente visibile nel vicino infrarosso formano una coppia di protostelle che potrebbero costituire un sistema binario. Il getto è orientato in senso nord-sud e ha una lunghezza complessiva di circa 0,06 anni luce.